# جون هوسكينز (لاعب كرة قدم)
جون هوسكينز (بالإنجليزية: John Hoskins)‏ هو لاعب كرة قدم بريطاني، ولد في 10 مايو 1931 في ساوثهامبتون في المملكة المتحدة، وتوفي في 2006. لعب مع سويندون تاون وكامبريدج يونايتد ونادي ساوثهامبتون.